# انسفالیت آمیبی گرانولوز
انسفالیت آمیبی گرانولوز (به انگلیسی: Granulomatous amoebic encephalitis) یا (GAE)، یک بیماری دستگاه عصبی مرکزی است که توسط گونه‌هایی خاص به ویژه آکانتاموبا و بالاموثیا ایجاد می‌شود.